# Rajd Lotos Baltic Cup 2010
6. Rajd Lotos Baltic Cup – 6. edycja Rajdu Lotos Baltic Cup. Był to rajd samochodowy rozgrywany od 14 do 16 maja 2010 roku. Bazą rajdu było miasto Gdańsk. Była to druga runda Rajdowych Samochodowych Mistrzostw Polski w roku 2010. Rajd składał się z trzynastu odcinków specjalnych.

## Wyniki końcowe rajdu[1]
| Miejsce | Kierowca             | Pilot            | Samochód                 | Czas      | Strata   | Grupa Klasa | Punkty |
| ------- | -------------------- | ---------------- | ------------------------ | --------- | -------- | ----------- | ------ |
| 1       | Kajetan Kajetanowicz | Jarosław Baran   | Subaru Impreza TMR 10    | 1:39:57.9 | –        | N4          | 42     |
| 2       | Leszek Kuzaj         | Craig Parry      | Škoda Fabia S2000        | 1:40:31.2 | +33.3    | S2000       | 22     |
| 3       | Michał Sołowow       | Maciej Baran     | Ford Fiesta S2000        | 1:42:02.8 | +2:04.9  | S2000       | 28     |
| 4       | Tomasz Kuchar        | Daniel Dymurski  | Peugeot 207 S2000        | 1:42:55.1 | +2:57.2  | S2000       | 22     |
| 5       | Sebastian Frycz      | Maciej Gleixner  | Mitsubishi Lancer Evo IX | 1:48:59.7 | +9:01.8  | N4          | 15     |
| 6       | Stefan Karnabal      | Michał Kuśnierz  | Mitsubishi Lancer Evo X  | 1:49:50.3 | +9:52.4  | N4          | 12     |
| 7       | Łukasz Habaj         | Jacek Spentany   | Mitsubishi Lancer Evo IX | 1:49:54.3 | +9:56.4  | N4          | 13     |
| 8       | Maciej Rzeźnik       | Przemysław Mazur | Škoda Fabia S2000        | 1:51:20.4 | +11:22.5 | S2000       | 8      |
| 9       | Bryan Bouffier       | Xavier Panseri   | Peugeot 207 S2000        | 1:53:10.4 | +13:12.5 | S2000       | 17     |
| 10      | Michał Bębenek       | Grzegorz Bębenek | Citroën C2 R2 Max        | 1:55:29.3 | +15:31.4 | R           | 1      |